# Almindsø
Almindsø eller Almind Sø er en dyb, meget ren sø i den sydvestlige ende af Silkeborg, med afløb ned til Gudenåen gennem Vejlsø. Der er ca. 4 km rundt om Almindsø. Der er ingen landbrug omkring eller forurenende afløb til søen, så den er en af de reneste større søer i Danmark, og den er en populær badesø med to store badeanstalter, Østre og Vestre, og derudover Degnebadet og Aggerholm Strand. Almindsø er en del af Natura 2000 EF-habitatområde nr. 181, som omfatter store dele af Silkeborgskovene. Der er en interessant flora og fauna med blandt andet 20 arter af undervandsplanter og 450 arter af vandlevende smådyr. Isfugle og fiskehejre ses ofte ved Almindsø, og i Vesterskov ved Almindsø kan man se ravne, stor hornugle og sortspætter.
Almindsø bruges dagligt af mange lokale til gåture rundt om søen. Det er en kuperet og smuk tur på godt fire kilometer. Der er flere bænke og udsigtspunkter undervejs. Andre vælger at løbe ruten rundt om Almindsø. Der er nogen, der cykler Mountainbike på en anlagt bane i Vesterskov bag søen.
Ved søens sydside er der høje skrænter med okkerholdige kildevæld ved foden og de to tilløb Skade Bæk og Odder Bæk. Det meste af vandtilførslen kommer dog fra forbindelse til grundvandet og flere kilder i søens bund. Almindsø ligger højere i landskabet end Vejlsø. Det overskydende vand fra Almindsø løber ned til Vejlsø via Fårbæk gennem den anlagte odderpassage under Horsensvej. Vandet fra Vejlsø løber videre ud i Gudenåsystemet.